# La Celle-en-Morvan
La Celle-en-Morvan és un municipi francès situat al departament de Saona i Loira, a la regió de Borgonya - Franc Comtat.